# Lista över fornlämningar i Oskarshamns kommun (Oskarshamn)
Lista över fornlämningar i Oskarshamns kommun (Oskarshamn) är en förteckning av ett urval av de fornlämningar som finns i Oskarshamn i Oskarshamns kommun.
| Namn            | Lämningstyp             | Tillkomsttid | Historisk indelning | Plats | Läge                 | ID-nr          | Bild                                 |
| --------------- | ----------------------- | ------------ | ------------------- | ----- | -------------------- | -------------- | ------------------------------------ |
| Döderhult 3:1   | Röse                    |              | Oskarshamn, Småland |       | 57.295918, 16.506411 | 10079500030001 | Ladda upp en bild av detta fornminne |
| Döderhult 11:1  | Röse                    |              | Oskarshamn, Småland |       | 57.279014, 16.440642 | 10079500110001 | Ladda upp en bild av detta fornminne |
| Döderhult 17:1  | Röse                    |              | Oskarshamn, Småland |       | 57.273776, 16.432023 | 10079500170001 | Ladda upp en bild av detta fornminne |
| Döderhult 17:2  | Stensättning            |              | Oskarshamn, Småland |       | 57.273865, 16.432222 | 10079500170002 | Ladda upp en bild av detta fornminne |
| Döderhult 17:3  | Stensättning            |              | Oskarshamn, Småland |       | 57.273652, 16.432175 | 10079500170003 | Ladda upp en bild av detta fornminne |
| Döderhult 24:1  | Röse                    |              | Oskarshamn, Småland |       | 57.268847, 16.465940 | 10079500240001 | Ladda upp en bild av detta fornminne |
| Döderhult 35:1  | Gravfält                |              | Oskarshamn, Småland |       | 57.262254, 16.421937 | 10079500350001 | Ladda upp en bild av detta fornminne |
| Döderhult 56:1  | Röse                    |              | Oskarshamn, Småland |       | 57.274430, 16.424051 | 10079500560001 | Ladda upp en bild av detta fornminne |
| Döderhult 56:2  | Röse                    |              | Oskarshamn, Småland |       | 57.274566, 16.424445 | 10079500560002 | Ladda upp en bild av detta fornminne |
| Döderhult 56:3  | Stensättning            |              | Oskarshamn, Småland |       | 57.274489, 16.424690 | 10079500560003 | Ladda upp en bild av detta fornminne |
| Döderhult 56:4  | Stensättning            |              | Oskarshamn, Småland |       | 57.274435, 16.424852 | 10079500560004 | Ladda upp en bild av detta fornminne |
| Döderhult 68:1  | Stensättning            |              | Oskarshamn, Småland |       | 57.261405, 16.421917 | 10079500680001 | Ladda upp en bild av detta fornminne |
| Döderhult 74:1  | Röse                    |              | Oskarshamn, Småland |       | 57.254304, 16.481568 | 10079500740001 | Ladda upp en bild av detta fornminne |
| Döderhult 76:1  | Röse                    |              | Oskarshamn, Småland |       | 57.253416, 16.483021 | 10079500760001 | Ladda upp en bild av detta fornminne |
| Döderhult 77:1  | Stensättning            |              | Oskarshamn, Småland |       | 57.244861, 16.498919 | 10079500770001 | Ladda upp en bild av detta fornminne |
| Döderhult 78:1  | Stensättning            |              | Oskarshamn, Småland |       | 57.245320, 16.495274 | 10079500780001 | Ladda upp en bild av detta fornminne |
| Döderhult 79:1  | Husgrund, historisk tid |              | Oskarshamn, Småland |       | 57.247378, 16.491567 | 10079500790001 | Ladda upp en bild av detta fornminne |
| Döderhult 79:2  | Husgrund, historisk tid |              | Oskarshamn, Småland |       | 57.247328, 16.491824 | 10079500790002 | Ladda upp en bild av detta fornminne |
| Döderhult 93:1  | Röse                    |              | Oskarshamn, Småland |       | 57.263480, 16.431979 | 10079500930001 | Ladda upp en bild av detta fornminne |
| Döderhult 93:2  | Röse                    |              | Oskarshamn, Småland |       | 57.263483, 16.431514 | 10079500930002 | Ladda upp en bild av detta fornminne |
| Döderhult 96:1  | Stensättning            |              | Oskarshamn, Småland |       | 57.274813, 16.424640 | 10079500960001 | Ladda upp en bild av detta fornminne |
| Döderhult 96:2  | Stensättning            |              | Oskarshamn, Småland |       | 57.274913, 16.424564 | 10079500960002 | Ladda upp en bild av detta fornminne |
| Döderhult 97:1  | Stensättning            |              | Oskarshamn, Småland |       | 57.274207, 16.423702 | 10079500970001 | Ladda upp en bild av detta fornminne |
| Döderhult 418:1 | Stensättning            |              | Oskarshamn, Småland |       | 57.298239, 16.471245 | 10079504180001 | Ladda upp en bild av detta fornminne |
| Döderhult 418:2 | Stensättning            |              | Oskarshamn, Småland |       | 57.297979, 16.471250 | 10079504180002 | Ladda upp en bild av detta fornminne |
| Döderhult 418:4 | Stensättning            |              | Oskarshamn, Småland |       | 57.297730, 16.470494 | 10079504180004 | Ladda upp en bild av detta fornminne |
| Döderhult 425:1 | Stensättning            |              | Oskarshamn, Småland |       | 57.286397, 16.463655 | 10079504250001 | Ladda upp en bild av detta fornminne |
| Döderhult 425:2 | Stensättning            |              | Oskarshamn, Småland |       | 57.286401, 16.463720 | 10079504250002 | Ladda upp en bild av detta fornminne |
| Döderhult 426:1 | Stensättning            |              | Oskarshamn, Småland |       | 57.252834, 16.441515 | 10079504260001 | Ladda upp en bild av detta fornminne |